# Horst Oldenburg
Horst Oldenburg (Daber (Kreis Naugard), 17 oktober 1939) is een voormalig Duits wielrenner.
Horst Oldenburg groeide op in de DDR, bereikte daar de top als junior wielrenner, maar ontkwam in 1960, nog voor de bouw van de Muur, naar de Bondsrepubliek.
Oldenburg won in zijn professionele wielercarrière tussen 1961 en 1970 tweemaal de Ronde van Keulen en etappes in de Ronde van Zwitserland en de Ronde van Duitsland. Hij wijdde zich in zijn nadagen vooral aan het baanrennen, met name koppelkoersen. Hij werd in 1968 Europees kampioen Ploegkoers met Dieter Kemper en won een aantal zesdaagsen met diverse partners.

## Belangrijkste overwinningen
1961
- 3e etappe deel a Ronde van Duitsland
- 3e etappe deel b Ronde van Duitsland
- 6e etappe Ronde van Duitsland
- 7e etappe Ronde van Zwitserland

1964
- Zesdaagse van Münster; + Dieter Kemper
- Ronde van Keulen

1965
- Ronde van Keulen

1966
- Ronde van Bern
- GP Baden-Baden

1967
- Zesdaagse van Berlijn; + Dieter Kemper
- Zesdaagse van Dortmund; + Dieter Kemper
- Zesdaagse van Melbourne; + Dieter Kemper
- 5e etappe deel b Vierdaagse van Duinkerke

1968
- Europees Kampioenschap baan, ploegkoers, elite; + Dieter Kemper
- Zesdaagse van Montréal; + Leandro Faggin

1969
- Zesdaagse van Berlijn; + Wolfgang Schulze
- Zesdaagse van Keulen; + Dieter Kemper
- Zesdaagse van Münster; + Wolfgang Schulze
- Zesdaagse van Milaan; + Dieter Kemper

## Resultaten in voornaamste wedstrijden
| Jaar | Ronde van Italië | Ronde van Frankrijk | Ronde van Spanje |
| ---- | ---------------- | ------------------- | ---------------- |
| 1961 |                  | opgave              |                  |
| 1962 |                  |                     |                  |
| 1963 |                  |                     |                  |
| 1964 |                  |                     |                  |
| 1966 |                  |                     |                  |
| 1967 |                  | buiten tijd         |                  |

| Jaar | Parijs-Brussel | Rund um den Henninger-Turm | Kampioenschap van Zürich |  | WK op de weg |
| ---- | -------------- | -------------------------- | ------------------------ |  | ------------ |
| 1961 | 103e           |                            |                          |  |              |
| 1962 |                |                            |                          |  | 9e           |
| 1963 | 62e            | 4e                         | 7e                       |  | 30e          |
| 1964 | 46e            |                            |                          |  | 12e          |
| 1966 | 34e            |                            | 8e                       |  |              |
| 1967 |                |                            | 9e                       |  |              |